# Panamá en los Juegos Paralímpicos de París 2024
Panamá estuvo representado en los Juegos Paralímpicos de París 2024 por tres deportistas, dos hombres y una mujer. El equipo paralímpico panameño no obtuvo ninguna medalla en estos Juegos.